# Theodore Roosevelt senior
Theodore „Thee“ Roosevelt senior (* 22. September 1831 in New York City; † 9. Februar 1878 ebenda) war ein US-amerikanischer Geschäftsmann und Philanthrop. Er war der Vater des US-Präsidenten Theodore Roosevelt.

## Werdegang
Theodore stieg in das Familienunternehmen Roosevelt & Son mit ein, damals der größte Importeur für Flachglas in New York City, und wurde Geschäftspartner seines Vaters Cornelius. Als sich dieser dann 1865 endgültig von der Geschäftsführung zurückzog, übergab er diese an ihn und seinen Bruder James. Beide führten das Geschäft bis 1876 weiter, als sie zu jenem Zeitpunkt das Unternehmen endgültig in ein Bankhaus umwandelten.
Er war ein Anhänger der Nordstaaten und gehörte der Republikanischen Partei an. Während des Bürgerkrieges half er dabei Regimenter auszuheben und auszurüsten. Daneben trat er in den Union League Club ein, arbeitete für die Loyal Publication Society und half bei der Errichtung der Hygienekommission. Er sah sich in seinem Tun bestätigt, da sich der Komfort der Soldaten im Feld und jener, welche ihr Heim verließen, deutlich verbesserte. Darüber hinaus entwarf er einen Gesetzesentwurf zu Schaffung von Allotment Commissions, welcher am 24. Dezember 1861 vom US-Kongress verabschiedet wurde. US-Präsident Abraham Lincoln ernannte ihn zu einem der Kommissare von New York. Ferner war Theodore bei der Schaffung der Protective War Claims Association beteiligt, welche sich ohne Gebühren dafür zu erheben, um die Forderungen von verkrüppelten Veteranen und Hinterbliebenen kümmerte. Das Soldiers' Employment Bureau wurde in seinem Haus gegründet. Er war Vizepräsident der State Charities Aid Association, Mitglied des Board of United Charities und Präsident des State Board of Charities. Theodore zählte zu den Mitgründern des Orthopaedic Hospital in New York City, welches auf die Behandlung von Erkrankungen der Wirbelsäule und der Hüfte spezialisiert war, und zu den Mitgründern der Children's Aid Society, wo er als Trustee tätig war. Im Dezember 1877 wurde er von US-Präsidenten Rutherford B. Hayes für den Posten des Collector of the Port of New York nominiert, aber vom US-Senat abgelehnt.

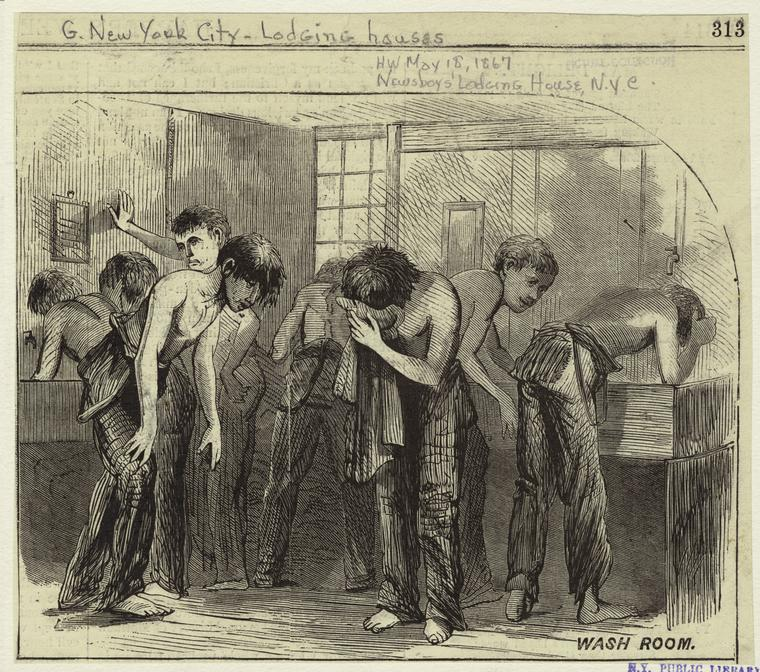
Waschraum im Newsboys Lodging House (1867)

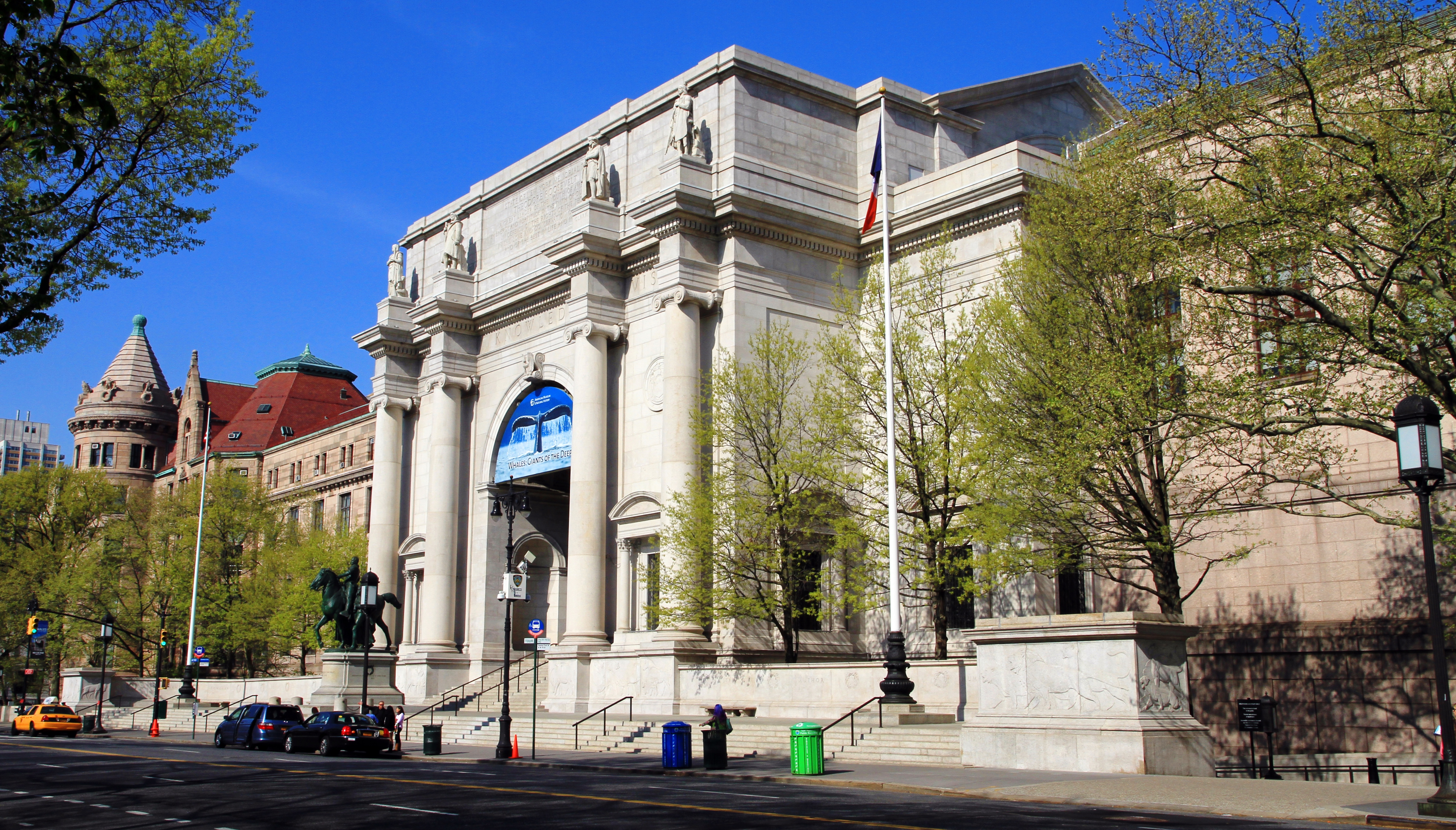
American Museum of Natural History in Central Park West Ecke 79. Straße in New York (2013)

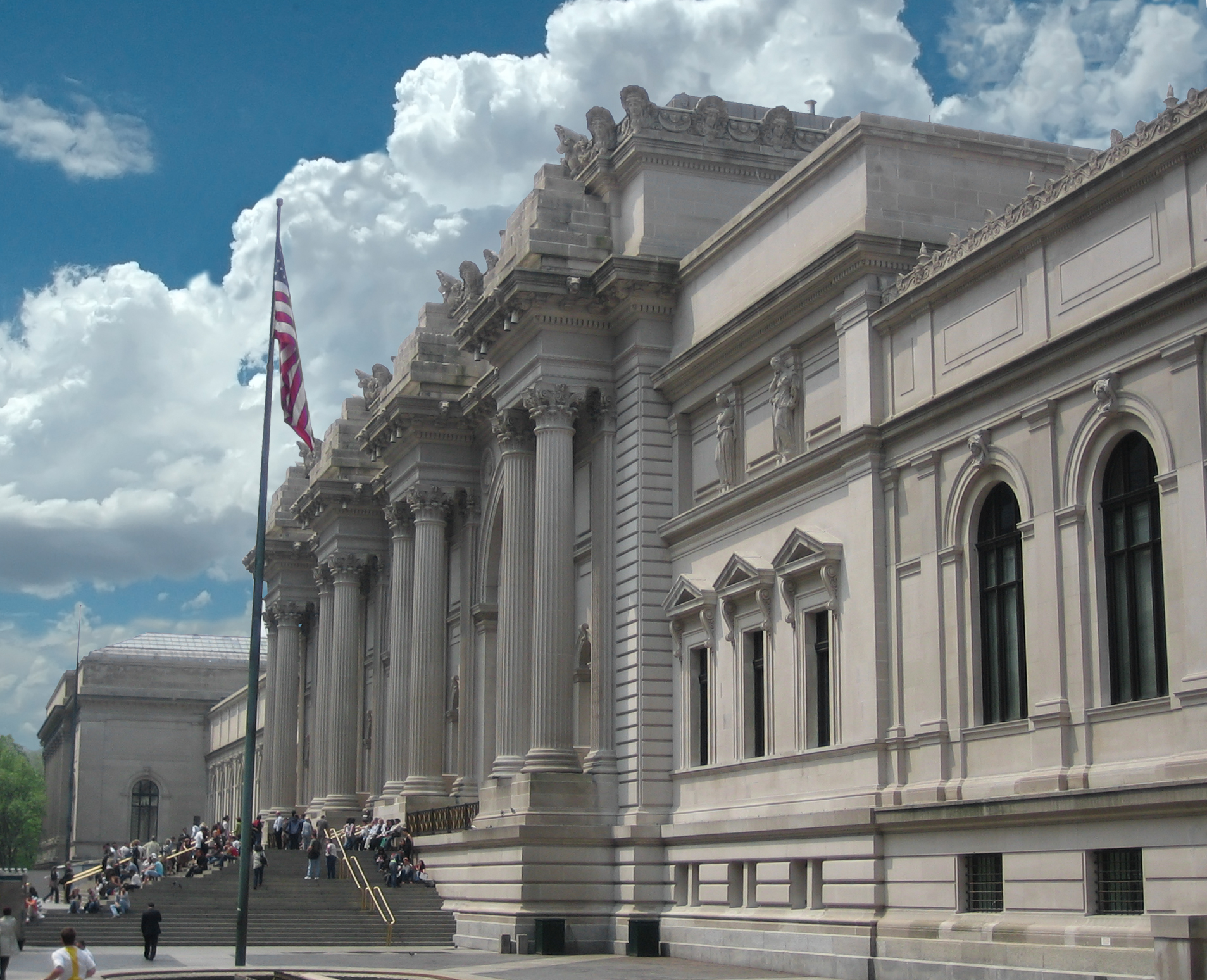
Das Metropolitan Museum of Art an der Fifth Avenue in New York (2007)

Als sein Vater 1871 in seiner Sommerresidenz in Oyster Bay verstarb, hinterließ er ihm über 3 Millionen Dollar. Theodore verwendete einen Großteil seines Vermögens für wohltätige Zwecke, wie das Newsboys' Lodging House und die Young Men's Christian Association. Er war Mitgründer des Metropolitan Museum of Art und des American Museum of Natural History.
Privat fuhr er ein Vierergespann in den Park, segelte ein Boot, liebte die Wälder, nahm an jeder athletischen Sportart teil und war das Herz und die Seele jedes Unternehmens.
Er verstarb im Alter von 46 Jahren an den Folgen eines gastrointestinalen Stromatumors, welcher ihm Monate lang große Schmerzen bereitete und am Essen hinderte. Anfangs hielt er das Ausmaß seiner Krankheit vor seinem ältesten Sohn Theodore geheim, der zu jenem Zeitpunkt die Harvard University besuchte. Allerdings informierte man ihn am Ende doch noch, so dass er sofort einen Zug von Cambridge nach New York City nahm. Bei seiner Ankunft musste aber Theodore feststellen, dass sein Vater wenige Stunden zuvor verstorben war. Der frühe Tod seines Vaters hatte großen Einfluss auf die Psyche von Theodore und sein weiteres Leben.

## Familie
Theodore senior wurde 1831 als fünfter Sohn von Margaret Barnhill (1799–1861) und Cornelius Roosevelt (1794–1871) in New York City geboren. Seine vier älteren Brüder waren Silas, James, Cornelius junior und Robert. Er hatte aber auch einen jüngeren Bruder William, der im Alter von einem Jahr verstarb.
Am 22. Dezember 1853 heiratete er Martha Stewart „Mittie“ Bulloch (1835–1884) aus Roswell (Georgia). Sie war die jüngste Tochter von Martha P. „Patsy“ Stewart (1799–1864) und Major James Stephens Bulloch (1793–1849). Ihr Bruder Irvine Stephens Bulloch (1842–1898) und ihr Halbbruder James Dunwoody Bulloch (1823–1901) kämpften während des Bürgerkrieges für die Konföderierten Staaten. Ihre Hochzeit fand auf dem Familienanwesen Bulloch Hall statt, wo sie ihren Ehemann 1849 kennengelernt hatte, als er Roswell wegen der Hochzeit eines Freundes besuchte. Das Paar hatte vier gemeinsame Kinder, welche sie alle in ihrem Haus in der 28. East 20th Street bekamen, das ein Hochzeitsgeschenk von Theodors Vater war:
- Anna „Bamie/Bye“ Roosevelt (1855–1931)
- Theodore „T.R.“ Roosevelt, Jr. (1858–1919)
- Elliott Bulloch Roosevelt (1860–1894)
- Corinne Roosevelt (1861–1933)

Elliott war der Vater von First Lady Anna Eleanor Roosevelt (1884–1962), der Ehefrau von US-Präsidenten Franklin Delano Roosevelt (1882–1945) – einem entfernten Cousin, der zu den Hyde Park Roosevelts gehörte.

## Trivia
In seiner Autobiographie beschrieb Theodore Roosevelt seine Beziehung zu seinem Vater Theodore senior. Er gibt dadurch einen Einblick über die strikte Lebensführung, die sein Vater sich selbst und seiner Familie auferlegt hatte:

„My father, Theodore Roosevelt, was the best man I ever knew. He combined strength and courage with gentleness, tenderness, and great unselfishness. He would not tolerate in us children selfishness or cruelty, idleness, cowardice or untruthfulness. As we grew older he made us understand that the same standard of clean living was demanded for the boys as for the girls; that what was wrong in a woman could not be right in a man. With great love and patience, and the most understanding sympathy and consideration, he combined insistence on discipline. He never physically punished me but once, but he was the only man of whom I was ever really afraid. I do not mean that it was a wrong fear, for he was entirely just, and we children adored him. ...“

„I never knew any one who got greater joy out of living than did my father, or any one who more whole-heartedly performed every duty; and no one whom I have ever met approached his combination of enjoyment of life and performance of duty. He and my mother were given to a hospitality that at that time was associated more commonly with southern than northern households. ...“

„My father worked hard at his business, for he died when he was forty-six, too early to have retired. He was interested in every social reform movement, and he did an immense amount of practical charitable work himself. He was a big, powerful man, with a leonine face, and his heart filled with gentleness for those who needed help or protection, and with the possibility of much wrath against a bully or an oppressor. ... [He] was greatly interested in the societies to prevent cruelty to children and cruelty to animals. On Sundays he had a mission class.“

In einem Brief von 1900 beschrieb Theodore Roosevelt seinen Vater wie folgt:

„I was fortunate enough in having a father whom I have always been able to regard as an ideal man. It sounds a little like cant to say what I am going to say, but he really did combine the strength and courage and will and energy of the strongest man with the tenderness, cleanness and purity of a woman. I was a sickly and timid boy. He not only took great and untiring care of me – some of my earliest remembrances are of nights when he would walk up and down with me for an hour at a time in his arms when I was a wretched mite suffering acutely with asthma – but he also most wisely refused to coddle me, and made me feel that I must force myself to hold my own with other boys and prepare to do the rough work of the world. I cannot say that he ever put it into words, but he certainly gave me the feeling that I was always to be both decent and manly, and that if I were manly nobody would laugh at my being decent. In all my childhood he never laid hand on me but once, but I always knew perfectly well that in case it became necessary he would not have the slightest hesitancy in doing so again, and alike from my love and respect, and in a certain sense, my fear of him, I would have hated and dreaded beyond measure to have him know that I had been guilty of a lie, or of cruelty, or of bullying, or of uncleanness or of cowardice. Gradually I grew to have the feeling on my own account, and not merely on his.“

Als Teil der schillernden New Yorker Gesellschaft wurde Theodore senior von einem Historiker als ein Mann von „good works and good times“ beschrieben.